# Jesús Galíndez
Jesús (de) Galíndez Suárez, né le 12 octobre 1915 et disparu en 1956 à New York, est un homme politique espagnol, écrivain et professeur de droit international à l'université Columbia , favorable à l'idéologie nationaliste basque. Il aurait été kidnappé et assassiné par des hommes de Rafael Trujillo, le dictateur de la République dominicaine.

## Littérature et cinéma
Le livre de Galíndez, La era de Trujillo : un estudio casuístico de dictadura hispanoamericana, a été publié à Buenos Aires et à Santiago du Chili en 1956, quelques mois après sa disparition. Des traductions ont ensuite été publiées en France et aux États-Unis.